# Dichiarazione del 17 maggio
La Dichiarazione del 17 maggio è stata una dichiarazione congiunta pubblicata dall'Ufficio per gli affari di Taiwan del Comitato centrale del Partito Comunista Cinese e dall'Ufficio per gli affari di Taiwan del Consiglio di Stato della Repubblica popolare cinese il 17 maggio 2004.
Il documento si inserisce nel quadro dei rapporti tra la Repubblica Popolare Cinese e Taiwan, mai riconosciuta come entità autonoma dalla prima. Essa venne presentata pochi mesi dopo la rielezione del presidente taiwanese Chen Shui-bian, la cui politica in favore dell'indipendenza era in aperto contrasto con la dottrina dell'unica Cina promulgata dai vertici di Pechino.
La dichiarazione ebbe rilevanza politica in quanto certificò che l'assoluta priorità dei dirigenti di Pechino era prevenire l'indipendenza di Taiwan ad ogni costo, consapevoli che la situazione internazionale coeva non era propizia per una riunificazione.
La dichiarazione conteneva al suo interno tutta una serie di proposte utili a migliorare le relazioni commerciali, politiche, sociali e militari tra i due soggetti ma poneva come discriminante il riconoscimento dell'unità territoriale della Repubblica Popolare, ovvero la rinuncia a qualsiasi affermazione di indipendenza da parte di Taiwan.
Il comunicato lanciava una sorta di ultimatum ai leader di Taiwan offrendo ad essi due opzioni:
1. Riconoscere che entrambi i territori affacciati sullo stretto di Taiwan fossero parte di un solo stato (il cosiddetto principio di un'unica Cina) e avviare negoziati per stabilizzare i rapporti.
2. Proseguire con la politica separatista e pagarne le conseguenze politiche e militari.[5]

Il presidente Chen non cambiò la sua politica e nell'ottobre dello stesso anno, in occasione di un discorso tenuto nel giorno della festività nazionale, invitò la Repubblica Popolare Cinese ad avviare trattative ispirate allo spirito dei colloqui di Hong Kong del 1992 (considerato il primo vero momento di disgelo tra le due parti in causa) al fine di pacificare la zona dello stretto di Taiwan.
La dichiarazione del 17 maggio non si rivelò uno strumento utile a migliorare i rapporti tra i due paesi che restarono di fatto bloccati sino al 2008 quando, a seguito del ritorno al potere sull'isola del Kuomintang, cominciò un nuovo periodo di distensione.